# Chaetobranchopsis
Genre
Chaetobranchopsis est un genre de poissons de la famille des Cichlidae.

## Liste des espèces
Selon FishBase (30 janvier 2016) et ITIS (30 janvier 2016) :
- Chaetobranchopsis australis Eigenmann et Ward in Eigenmann, McAtee et Ward, 1907
- Chaetobranchopsis orbicularis (Steindachner, 1875)